# Sergent tricolor
El sergent tricolor (Agelaius tricolor) és una espècie d'ocell de la família dels ictèrids (Icteridae) que habita zones palustres de l'oest dels Estats Units i el nord-oest de la Baixa Califòrnia.